# Freeze etching
Freeze etching (ang. "rycie na zimno"), także kriorytownictwo: technika przygotowania preparatu do mikroskopii elektronowej. Skrawek tkanki zostaje zamrożony w ciekłym azocie, a następnie przełamany specjalnym ostrzem w komorze próżniowej. Po przełamaniu próbkę czasami poddaje się sublimacji lodu. Powstałe fragmenty tkanki są napylane metalami ciężkimi i oglądane w skaningowym mikroskopie elektronowym. Efektem jest obraz powierzchni organelli, zagłębień w cytozolu pozostałych po ich usunięciu, a także przekrojów pod przypadkowym kątem.